# Coupe Intertoto 1973
Navigation
Édition précédente Édition suivante
La Coupe Intertoto 1973 est la septième édition de la Coupe Intertoto.
Les équipes sont réparties en dix groupes de quatre équipes. Ces équipes s'affrontent en matches aller-retour. Aucun vainqueur n'est désigné à l'issue de la compétition estivale.

## Groupes
Une victoire rapporte deux points, un match nul un point et une défaite zéro point.

### Groupe 1
| Rang | Équipe         | Pts | J | G | N | P | Bp | Bc | Diff |  | Résultats (▼ dom., ► ext.) |     |     |     |     |
| ---- | -------------- | --- | - | - | - | - | -- | -- | ---- |  | -------------------------- | --- | --- | --- | --- |
| 1    | Hanovre 96     | 10  | 6 | 5 | 0 | 1 | 9  | 4  | +5   |  | Hanovre 96                 |     | 2-1 | 1-0 | 3-0 |
| 2    | ADO La Haye    | 6   | 6 | 2 | 2 | 2 | 8  | 7  | +1   |  | ADO La Haye                | 0-1 |     | 3-2 | 2-0 |
| 3    | Åtvidabergs FF | 4   | 6 | 1 | 2 | 3 | 8  | 9  | -1   |  | Åtvidabergs FF             | 2-0 | 1-1 |     | 1-1 |
| 4    | FC Winterthur  | 4   | 6 | 1 | 2 | 3 | 6  | 11 | -5   |  | FC Winterthur              | 1-2 | 1-1 | 3-2 |     |

### Groupe 2
| Rang | Équipe            | Pts | J | G | N | P | Bp | Bc | Diff |  | Résultats (▼ dom., ► ext.) |     |     |     |     |
| ---- | ----------------- | --- | - | - | - | - | -- | -- | ---- |  | -------------------------- | --- | --- | --- | --- |
| 1    | Slovan Bratislava | 10  | 6 | 4 | 2 | 0 | 6  | 1  | +5   |  | Slovan Bratislava          |     | 1-0 | 0-0 | 1-0 |
| 2    | PSV Eindhoven     | 6   | 6 | 3 | 0 | 3 | 12 | 5  | +7   |  | PSV Eindhoven              | 0-1 |     | 3-0 | 7-1 |
| 3    | AIK Stockholm     | 5   | 6 | 1 | 3 | 2 | 5  | 7  | -2   |  | AIK Stockholm              | 1-1 | 0-1 |     | 3-1 |
| 4    | MSV Duisbourg     | 3   | 6 | 1 | 1 | 4 | 5  | 15 | -10  |  | MSV Duisbourg              | 0-2 | 2-1 | 1-1 |     |

### Groupe 3
| Rang | Équipe                  | Pts | J | G | N | P | Bp | Bc | Diff |  | Résultats (▼ dom., ► ext.) |     |     |     |     |
| ---- | ----------------------- | --- | - | - | - | - | -- | -- | ---- |  | -------------------------- | --- | --- | --- | --- |
| 1    | Hertha Berlin           | 10  | 6 | 4 | 2 | 0 | 12 | 6  | +6   |  | Hertha Berlin              |     | 1-0 | 1-1 | 3-1 |
| 2    | GD CUF Barreiro         | 7   | 6 | 3 | 1 | 2 | 10 | 4  | +6   |  | GD CUF Barreiro            | 0-0 |     | 4-0 | 2-1 |
| 3    | Malmö FF                | 7   | 6 | 3 | 1 | 2 | 8  | 9  | -1   |  | Malmö FF                   | 2-4 | 1-0 |     | 3-0 |
| 4    | Grasshopper Club Zurich | 0   | 6 | 0 | 0 | 6 | 5  | 16 | -11  |  | Grasshopper Club Zurich    | 2-3 | 1-4 | 0-1 |     |

### Groupe 4
| Rang | Équipe            | Pts | J | G | N | P | Bp | Bc | Diff |  | Résultats (▼ dom., ► ext.) |     |     |     |     |
| ---- | ----------------- | --- | - | - | - | - | -- | -- | ---- |  | -------------------------- | --- | --- | --- | --- |
| 1    | FC Zurich         | 8   | 6 | 3 | 2 | 1 | 15 | 9  | +6   |  | FC Zurich                  |     | 3-0 | 4-1 | 4-4 |
| 2    | Slavia Prague     | 7   | 6 | 3 | 1 | 2 | 9  | 7  | +2   |  | Slavia Prague              | 2-1 |     | 2-1 | 4-0 |
| 3    | AS Nancy-Lorraine | 5   | 6 | 2 | 1 | 3 | 7  | 13 | -6   |  | AS Nancy-Lorraine          | 1-1 | 1-0 |     | 2-1 |
| 4    | IFK Norrköping    | 4   | 6 | 1 | 2 | 3 | 12 | 14 | -2   |  | IFK Norrköping             | 1-2 | 1-1 | 5-1 |     |

### Groupe 5
| Rang | Équipe        | Pts | J | G | N | P | Bp | Bc | Diff |  | Résultats (▼ dom., ► ext.) |     |     |     |     |
| ---- | ------------- | --- | - | - | - | - | -- | -- | ---- |  | -------------------------- | --- | --- | --- | --- |
| 1    | ROW Rybnik    | 9   | 6 | 4 | 1 | 1 | 16 | 6  | +10  |  | ROW Rybnik                 |     | 3-1 | 3-1 | 3-0 |
| 2    | SK VÖEST Linz | 7   | 6 | 3 | 1 | 2 | 12 | 11 | +1   |  | SK VÖEST Linz              | 2-2 |     | 2-1 | 4-1 |
| 3    | Örebro SK     | 6   | 6 | 3 | 0 | 3 | 13 | 10 | +3   |  | Örebro SK                  | 2-1 | 4-1 |     | 0-1 |
| 4    | FC Lugano     | 3   | 6 | 1 | 0 | 5 | 4  | 18 | -14  |  | FC Lugano                  | 0-4 | 0-2 | 2-5 |     |

### Groupe 6
| Rang | Équipe             | Pts | J | G | N | P | Bp | Bc | Diff |  | Résultats (▼ dom., ► ext.) |     |     |     |     |
| ---- | ------------------ | --- | - | - | - | - | -- | -- | ---- |  | -------------------------- | --- | --- | --- | --- |
| 1    | Union Teplice      | 9   | 6 | 4 | 1 | 1 | 15 | 9  | +6   |  | Union Teplice              |     | 4-2 | 1-1 | 1-0 |
| 2    | Austria Klagenfurt | 6   | 6 | 3 | 0 | 3 | 9  | 9  | 0    |  | Austria Klagenfurt         | 0-1 |     | 2-0 | 2-1 |
| 3    | Djurgårdens IF     | 6   | 6 | 2 | 2 | 2 | 6  | 10 | -4   |  | Djurgårdens IF             | 1-6 | 2-0 |     | 1-1 |
| 4    | Næstved BK         | 3   | 6 | 1 | 1 | 4 | 8  | 10 | -2   |  | Næstved BK                 | 5-2 | 1-3 | 0-1 |     |

### Groupe 7
| Rang | Équipe              | Pts | J | G | N | P | Bp | Bc | Diff |  | Résultats (▼ dom., ► ext.) |     |     |     |     |
| ---- | ------------------- | --- | - | - | - | - | -- | -- | ---- |  | -------------------------- | --- | --- | --- | --- |
| 1    | Feyenoord Rotterdam | 10  | 6 | 4 | 2 | 0 | 15 | 10 | +5   |  | Feyenoord Rotterdam        |     | 3-1 | 3-2 | 4-3 |
| 2    | Standard Liège      | 8   | 6 | 3 | 2 | 1 | 13 | 9  | +4   |  | Standard Liège             | 1-1 |     | 3-0 | 3-1 |
| 3    | AS Saint-Etienne    | 6   | 6 | 2 | 2 | 2 | 12 | 12 | 0    |  | AS Saint-Etienne           | 2-2 | 3-3 |     | 2-0 |
| 4    | Schalke 04          | 0   | 6 | 0 | 0 | 6 | 7  | 16 | -9   |  | Schalke 04                 | 1-2 | 1-2 | 1-3 |     |

### Groupe 8
| Rang | Équipe            | Pts | J | G | N | P | Bp | Bc | Diff |  | Résultats (▼ dom., ► ext.) |     |     |     |     |
| ---- | ----------------- | --- | - | - | - | - | -- | -- | ---- |  | -------------------------- | --- | --- | --- | --- |
| 1    | Wisla Cracovie    | 8   | 6 | 3 | 2 | 1 | 12 | 8  | +4   |  | Wisla Cracovie             |     | 3-2 | 3-3 | 1-1 |
| 2    | SSW Innsbruck     | 6   | 6 | 3 | 0 | 3 | 14 | 13 | +1   |  | SSW Innsbruck              | 1-0 |     | 3-0 | 2-4 |
| 3    | B 1903 Copenhague | 6   | 6 | 2 | 2 | 2 | 13 | 15 | -2   |  | B 1903 Copenhague          | 1-3 | 4-2 |     | 2-1 |
| 4    | Kickers Offenbach | 4   | 6 | 1 | 2 | 3 | 11 | 14 | -3   |  | Kickers Offenbach          | 0-2 | 2-4 | 3-3 |     |

### Groupe 9

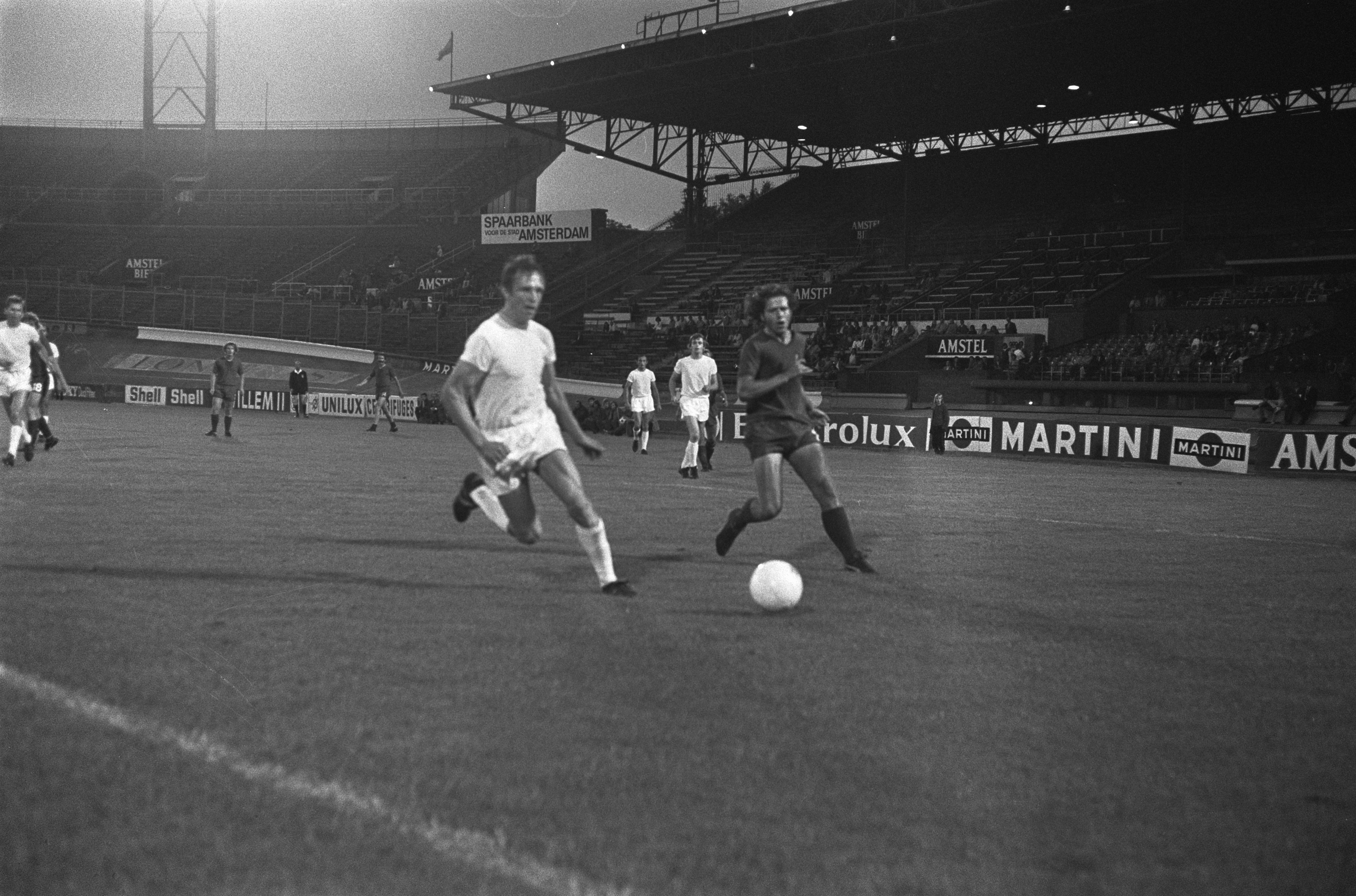
Match FC Amsterdam-AC Nitra

| Rang | Équipe              | Pts | J | G | N | P | Bp | Bc | Diff |  | Résultats (▼ dom., ► ext.) |     |     |     |     |
| ---- | ------------------- | --- | - | - | - | - | -- | -- | ---- |  | -------------------------- | --- | --- | --- | --- |
| 1    | AC Nitra            | 11  | 6 | 5 | 1 | 0 | 18 | 6  | +12  |  | AC Nitra                   |     | 4-1 | 1-1 | 4-1 |
| 2    | FC Amsterdam        | 5   | 6 | 2 | 1 | 3 | 13 | 14 | -1   |  | FC Amsterdam               | 2-3 |     | 0-0 | 5-1 |
| 3    | Eintracht Brunswick | 4   | 6 | 1 | 2 | 3 | 5  | 10 | -5   |  | Eintracht Brunswick        | 1-2 | 1-4 |     | 0-3 |
| 4    | Vejle BK            | 4   | 6 | 2 | 0 | 4 | 10 | 16 | -6   |  | Vejle BK                   | 0-4 | 5-1 | 0-2 |     |

### Groupe 10
| Rang | Équipe            | Pts | J | G | N | P | Bp | Bc | Diff |  | Résultats (▼ dom., ► ext.) |     |     |     |     |
| ---- | ----------------- | --- | - | - | - | - | -- | -- | ---- |  | -------------------------- | --- | --- | --- | --- |
| 1    | Östers IF         | 11  | 6 | 5 | 1 | 0 | 16 | 4  | +12  |  | Östers IF                  |     | 1-1 | 3-2 | 1-0 |
| 2    | Austria Salzbourg | 7   | 6 | 3 | 1 | 2 | 16 | 11 | +5   |  | Austria Salzbourg          | 0-2 |     | 7-1 | 2-1 |
| 3    | Polonia Bytom     | 6   | 6 | 3 | 0 | 3 | 16 | 15 | +1   |  | Polonia Bytom              | 1-2 | 4-1 |     | 6-2 |
| 4    | B 1901 Nykøbing   | 0   | 6 | 0 | 0 | 6 | 5  | 23 | -18  |  | B 1901 Nykøbing            | 0-7 | 2-5 | 0-2 |     |